# Castillo del Monte de la Rodana
El Castillo del Monte de la Rodana, situado en el municipio de Almedíjar, comarca del Alto Palancia, provincia de Castellón, es un monumento catalogado (por declaración genérica) Bien de Interés Cultural, según consta en la Dirección General de Patrimonio Artístico de la Generalidad Valenciana, con número de anotación ministerial R-I-51-0011218 y fecha de anotación 9 de septiembre de 2004.
Se encuentra en la parte más alta del monte llamado de la Rodana, a unos de 684 metros de altura, se encuentra a espaldas de la localidad de Almedíjar.

## Historia
Se trata de un castillo que data muy posiblemente de época íbera. Pese a su escaso tamaño, su ubicación, que lo sitúa en el centro de la Sierra de Espadán, le da un gran valor estratégico.
Pasaron por el castillo romanos y árabes, tal y como atestiguan los restos de construcciones típicas de estas culturas que poblaron la zona, de hecho,  Almedíjar fue a partir de 1233 zona de recepción de musulmanes que huían de la Plana de Castellón tras la conquista de Burriana por las tropas cristianas.
Después de ser conquistada la zona por  Jaime I, en 1238 el monarca entregó el castillo a Fray Bernardo de Bort, comendador de Alcalá, de la Orden del Temple, permaneciendo en manos de la orden hasta la disolución de la misma en el año 1312. Pasó en ese momento de mano en mano de diferentes señores (Bernat Serra y más tarde a Siarno de Fanfans, siendo posteriormente del Señorío de los Moncada), acabando en manos de la familia Centelles. En 1526 se produjo en sus inmediaciones la definitiva derrota de los moriscos sublevados frente a las tropas del duque de Segorbe, Alfonso de Aragón y Portugal.

## Descripción
El castillo se cree era de planta irregular dispersa, muy alargada, y fundía su estructura con las características rocas del terreno.
Hoy en día, se pueden apreciar distintos tramos de su doble amurallamiento y la parte inferior de su torre mayor; debido a su ruinoso estado, sólo pueden observarse restos de la fortificación en el lado norte, donde se contempla la pared de factura romana sobre la roca que es utilizada como cimiento; mientras, en el lado sur existe una pared completa en forma de ángulo cuya construcción es que en este caso, sería posiblemente de factura árabe. La defensa del  flanco este y sur  la realiza la propia orografía del terreno, al encontrarse sobre un montículo de roca.
También pueden apreciarse restos de cimientos en el lado oeste, en la parte que debió ser el acceso al castillo.
Desde este castillo se divisa el vecino Castillet que  protegía a la población desde el interior del valle.